# Proserpinaster luzonicus
Proserpinaster luzonicus är en sjöstjärneart som först beskrevs av Fisher 1913.  Proserpinaster luzonicus ingår i släktet Proserpinaster och familjen kamsjöstjärnor. Inga underarter finns listade i Catalogue of Life.